# Löschemer Kapelle
Die Löschemer Kapelle ist ein rund 300 Jahre altes Kulturdenkmal, oberhalb von Wasserliesch auf dem Liescher Berg in einer Höhe von 340 Meter über NN.

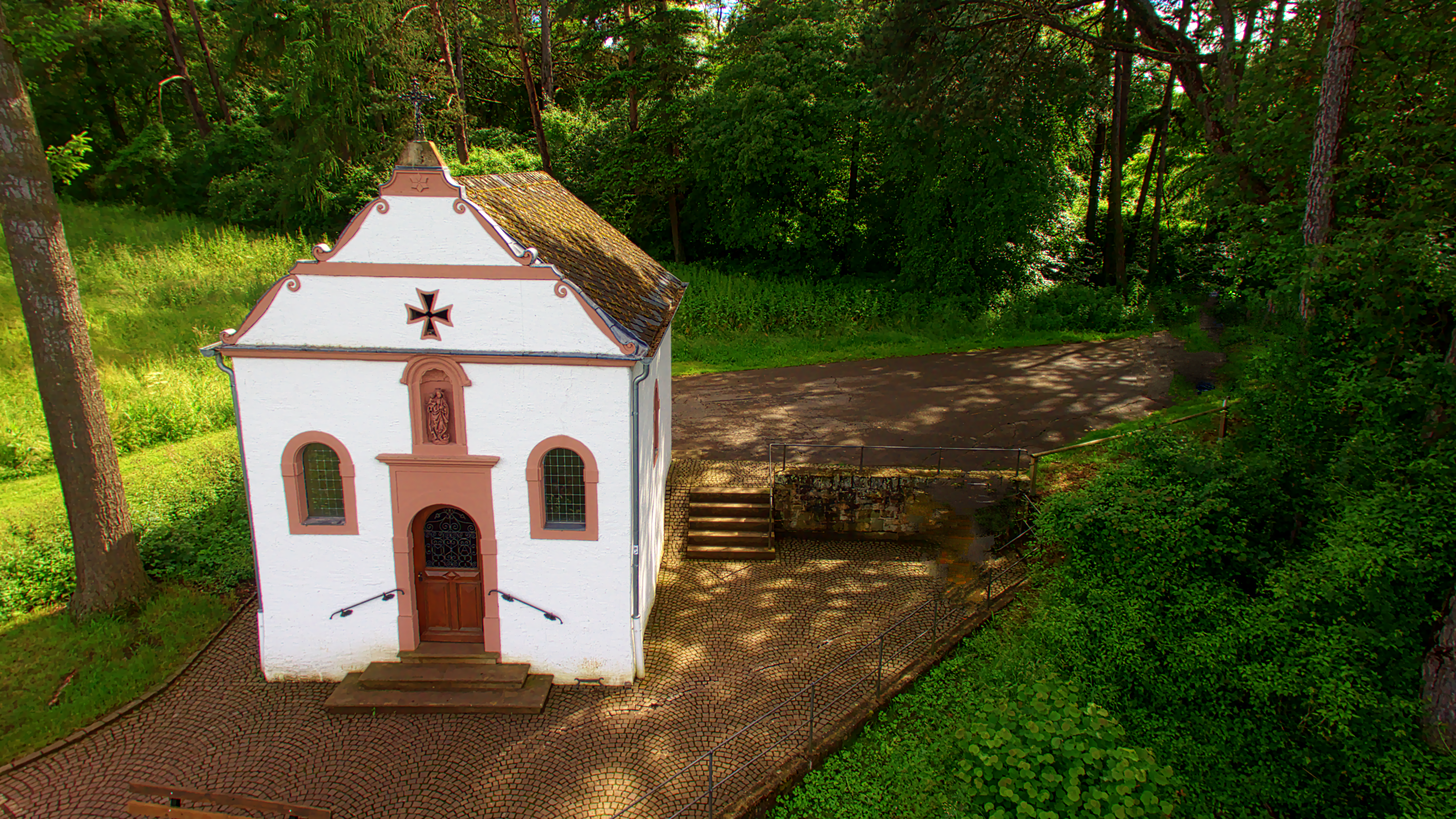
Die Löschemer Kapelle

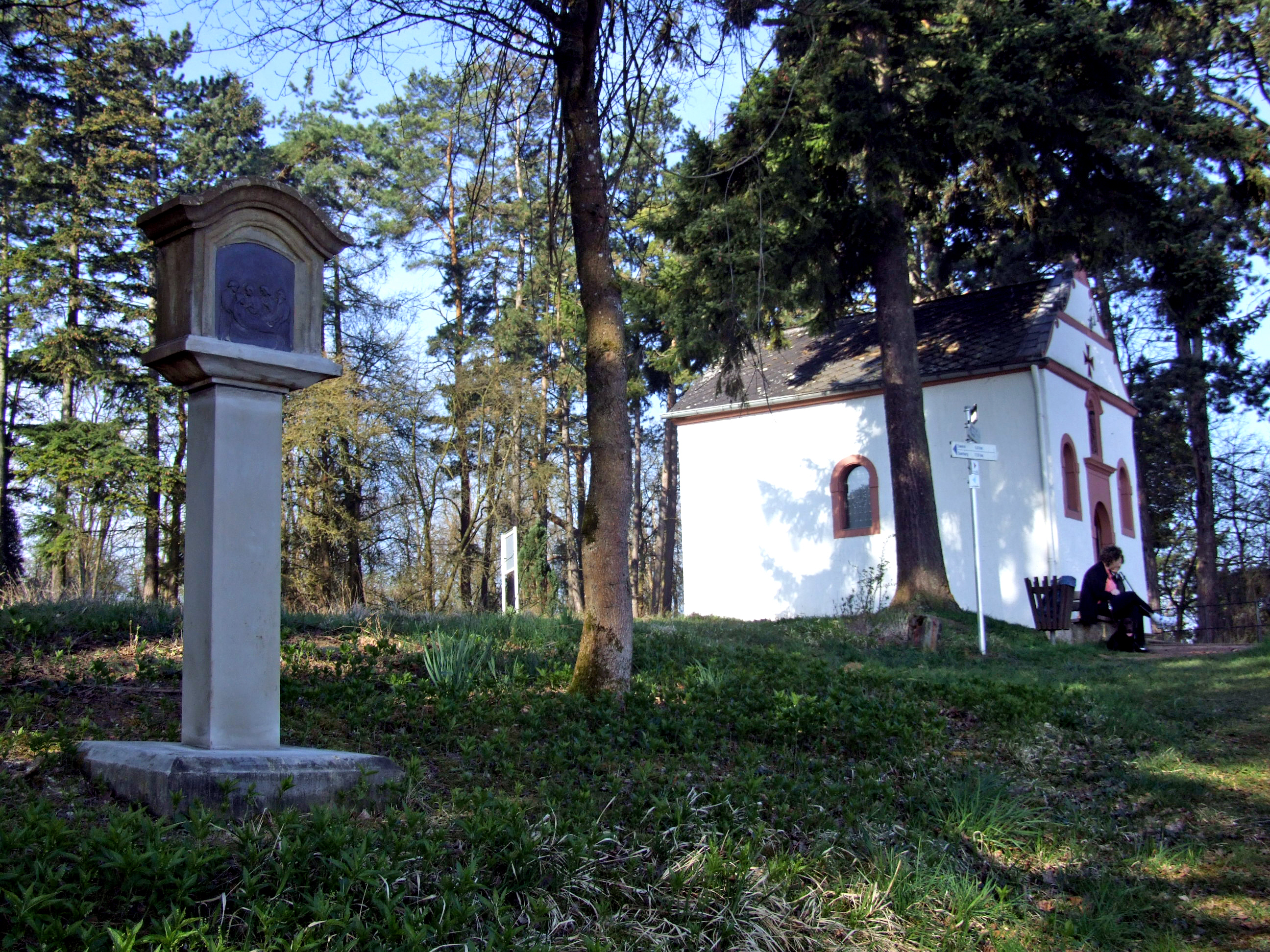
Die Löschemer Kapelle vom Kreuzweg aus

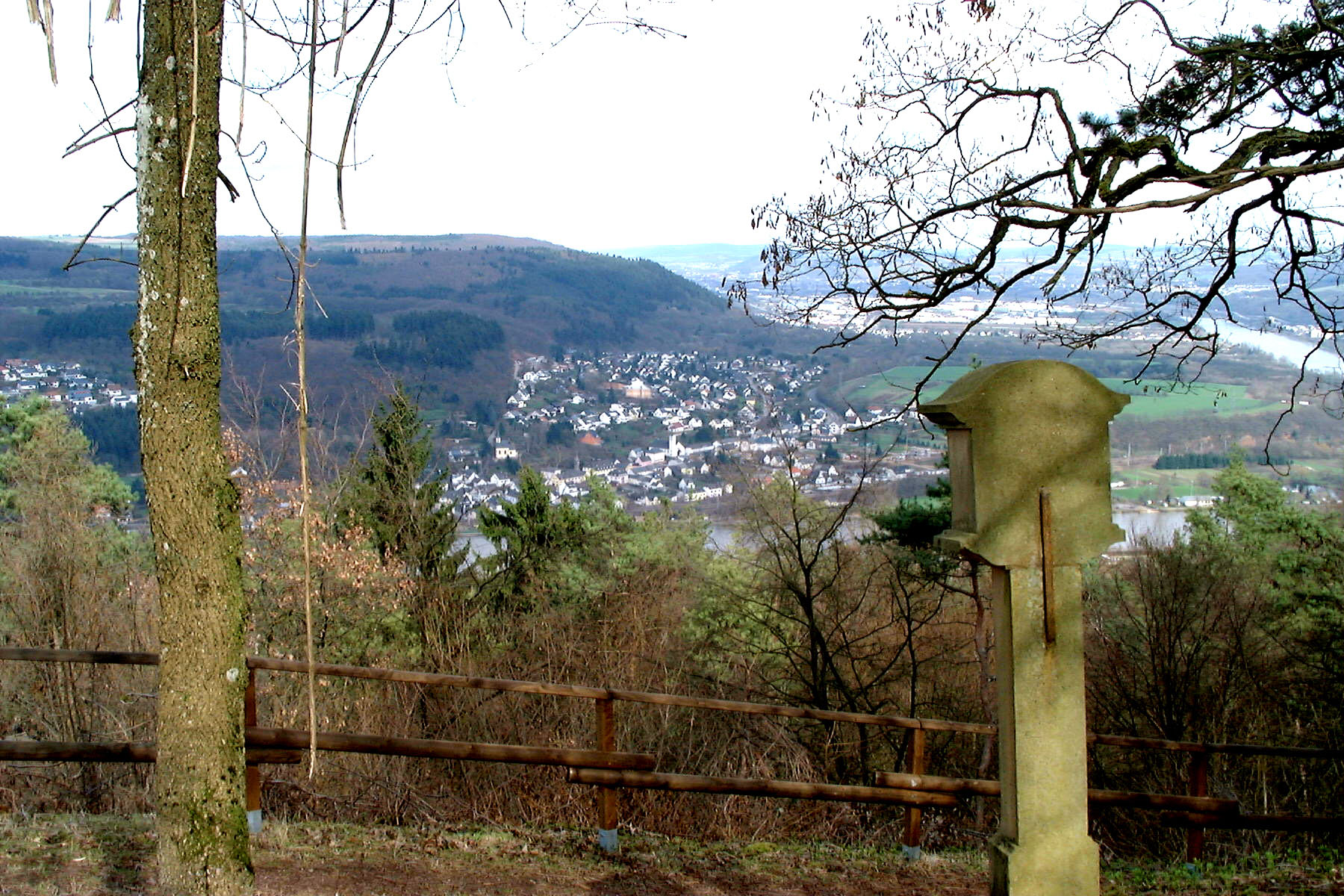
Panoramaansicht an der Löschemer Kapelle

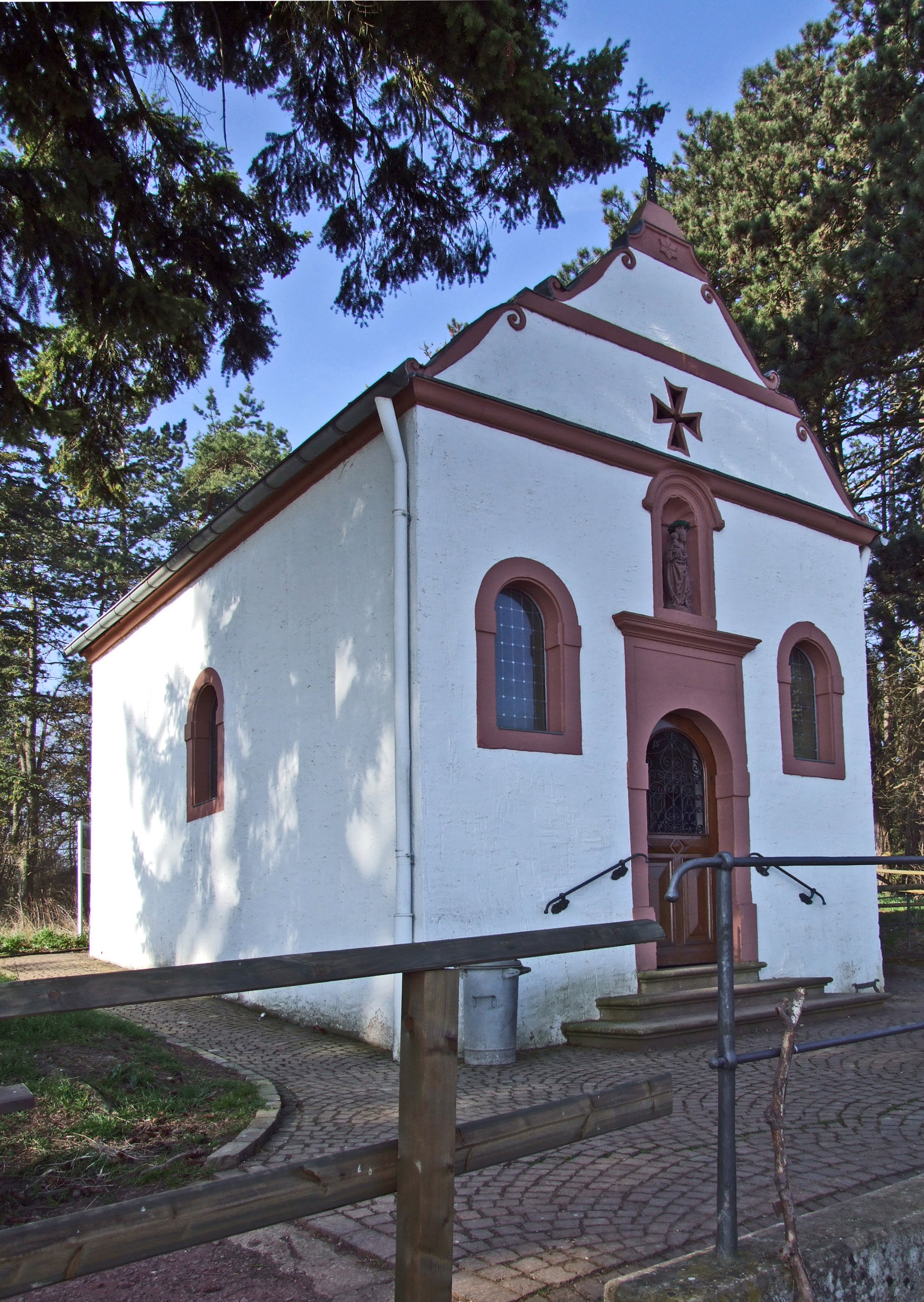
Ansicht Frontseite

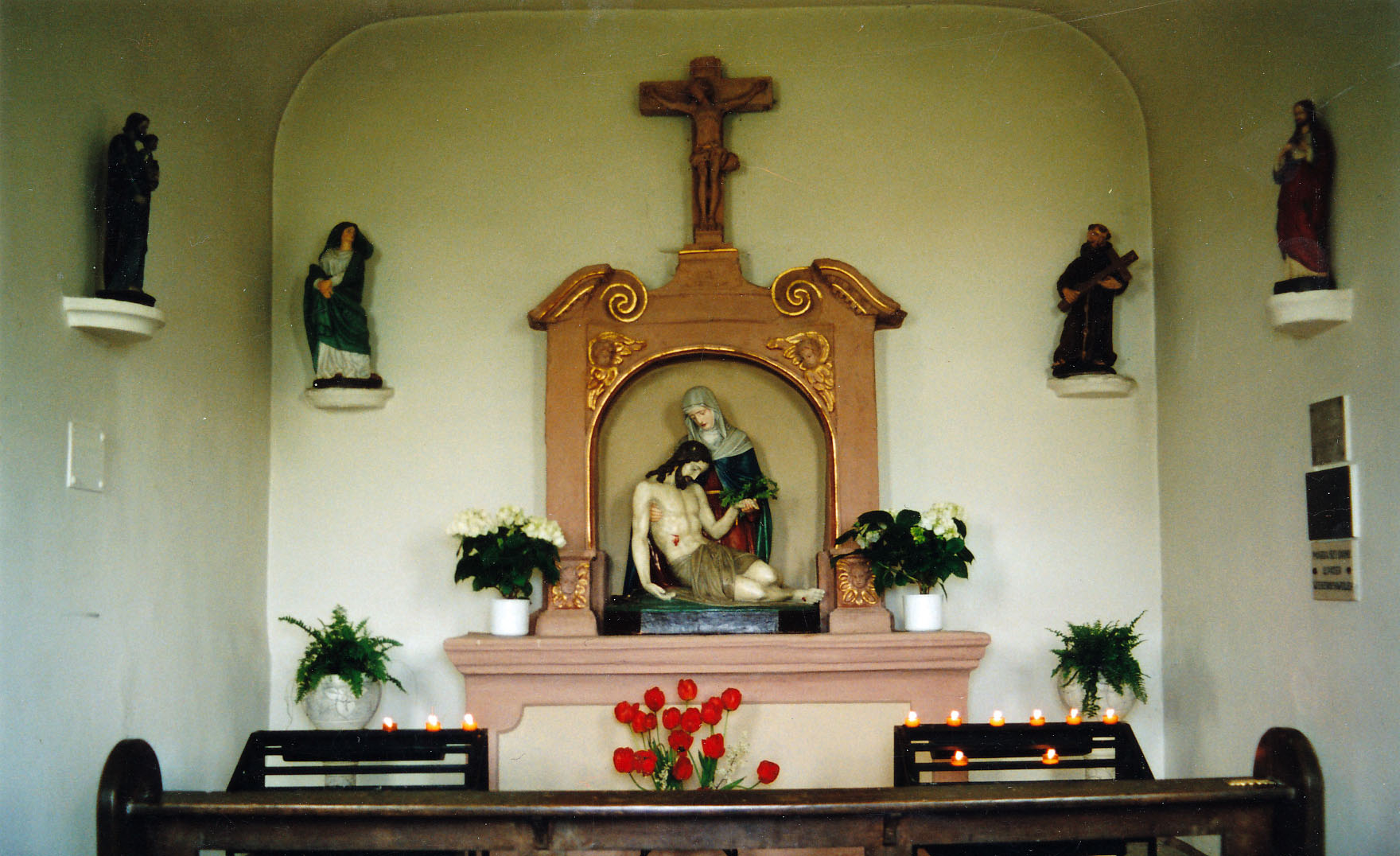
Innenansicht

## Beschreibung
Der Jahresbericht der „Gesellschaft für nützliche Forschungen“ zu Trier des Jahres 1849 widmet der Löschemer Kapelle einen Beitrag und charakterisiert sie als ein auf der Berghöhe von Wasserliesch noch bestehendes Bethaus, auf Lürschem genannt, das die Pfarreingesessenen von Wasserliesch und Auswärtige besonders während der hl. Fastenzeit besuchen; das Gebäude wird so beschrieben: 
Bau von einer Achse, innen 3,0 × 5,80 m groß, mit geradem Chorschluss und flacher Decke, die in den Ecken abgerundet ist, die Front einfach gegliedert, mit Figurennische über dem Rundbogenportal und rundgeschlossenen Fenstern, auf der Mensa eine Steinnische mit Giebelabschluss für ein einfaches Kruzifix; auf seitlichen Konsolen Figuren der Mutter Gottes und des hl. Franziskus. 
Auf dem Altartisch steht heute eine Pietà, eine großfigürliche Darstellung Mariens mit dem Leichnam Jesu Christi auf dem Schoß, wie sie vor allem in katholischen Gotteshäusern zum Gedächtnis der Schmerzen Mariens häufig anzutreffen ist; die Skulptur ist erst im 20. Jh., vermutlich nach dem Ersten Weltkrieg, hier aufgestellt worden.
Man erreicht die Löschemer Kapelle als den Löschemer Berg besteigender Wanderer oder Pilger auf dem so genannten Stationenweg, einem Wanderweg mit 14 Kreuzwegstationen, der in der Ortsmitte von Wasserliesch beginnend steil den Liescher Berg hinauf verlaufend nach ca. 1,5 km Wegstrecke auf die rund 200 Meter höher gelegene Löschemer Kapelle trifft. Alternativ führt eine mit dem Pkw befahrbare Straße bis zu einem Parkplatz auf der Berghöhe, von wo aus man die Löschemer Kapelle nach 10- bis 15-minütigem Fußweg bequem erreichen kann.
Das Kulturdenkmal steht an exponierter Stelle mit großartigem Panorama über Mosel- und Saartal, auf den am anderen Ufer der Mosel gelegenen Ort Igel, über die Saarmündung und die Stadt Konz hinweg bis nach Trier und noch darüber hinaus. Mosel- und Saartal werden hier von den vielfach bewaldeten Höhen der umliegenden Mittelgebirgszüge flankiert: Im Westen blickt man auf den zu Luxemburg gehörenden nördlichen Teil des Lothringer Stufenlandes, im Norden auf die Eifel und im Osten auf die Erhebungen des zum Hunsrück gehörenden Schwarzwälder Hochwaldes. Gleich vor der Kapelle, die als Marienwallfahrtsort immer noch viel besucht wird, fällt der Liescher Berg über eine Felswand steil ins Moseltal ab.

## Geschichte
In dem Manuskript eines Lehrers aus Wasserliesch zum Erstellen einer Dorfchronik aus dem Jahr 1938 heißt es zum Alter der Löschemer Kapelle: Die Kapelle soll ihren Ursprung einem Einsiedler verdanken und zu Anfang des 18. Jahrhunderts erbaut worden sein. Da sie im Laufe der Zeit verfiel, war der schöne Punkt (gemeint ist der exponierte Standort) bald öde geworden. Vor etwa 95 Jahren, nach 1840, wurde sie aus Schutt und Asche aufgebaut und erfreut sich seither wieder des Rufes eines Wallfahrtsortes.
Heute weiß man Genaueres über das Alter der Löschemer Kapelle und ihren Wiederaufbau Mitte des 19. Jahrhunderts. So gibt das Gesuch der Beigeordneten der Gemeinde Wasserliesch vom 27. April 1846 an eine Königliche, Hochlöbliche Regierung zu Trier genauere Informationen. Darin bitten die Unterzeichner um Übernahme der Kosten in Höhe von 80 Taler für Kunstarbeiten bei der beabsichtigten Wiedererrichtung der Kapelle. Im Text heißt es, die Gemeinde besitze seit etwa 60 – 70 Jahren auf der Höhe des Berges hinter dem Dorfe eine Kapelle von frommer Stiftung herrührend, worin nicht nur die Einwohner von Wasserliesch, sondern auch jene der Umgebung wallfahrend ihr Gebet verrichteten. Sie sei seit etwa zwei Jahren ganz verfallen und die Gemeinde habe den Wunsch, diesen verehrten Wallfahrtsort wiederherzustellen. Das Schreiben endet mit der heute als überzogen empfundenen Höflichkeitsformel: Eine günstige Entscheidung erflehend haben die Ehre zu sein Eure Königliche, Hochlöbliche Regierung gehorsamsten Diener. Unterzeichnet ist es von den 24 Beigeordneten der Gemeinden Wasserliesch und Reinig sowie eines Mitunterzeichners aus der Nachbargemeinde Oberbillig.
Die Behörde lehnte die Übernahme der Kosten umgehend ab, obwohl die Antragsteller doch ehrfurchtsvoll darum gebeten und betont hatten, die Einwohner von Wasserliesch seien bereit, alle Hand und Spanndienste unentgeltlich zu leisten, was gewiss kein unbedeutendes Opfer sei, wenn man berücksichtigt, dass die Kapelle auf dem höchsten Bergpunkt der Umgebung liegt – so der authentische Text. Man hatte sich sogar erlaubt, nachdrücklich dahin aufmerksam zu machen, dass die Einwohner von Wasserliesch bisher bei allen Anforderungen seitens der Verwaltung stets eine anzuerkennende Folgsamkeit bewiesen hätten und angedeutet, dass die Bereitschaft, Dienste in der Fronde zu leisten, Schaden leiden dürfte, wenn der Gemeinde das Gesuch zur Beihilfe bei dem Bau der fraglichen Kapelle abgelehnt bleiben würde. Es war zweifellos ein Versuch, Druck auf die Behörde auszuüben, doch das nützte nichts.
Als Begründung für ihre Ablehnung gab die Behörde an, der dortige Kirchenbau sei viel nötiger als die Kapelle. Gemeint war die Erweiterung der zu klein gewordenen auf dem heute nicht mehr existierenden alten Friedhof stehenden Pfarrkirche, die man erst fünf Jahre später realisierte. Trotz der Verweigerung des Kostenzuschusses bauten die Wasserliescher und Reiniger Bürger (Reinig, heute Ortsteil) die Löschemer Kapelle im Jahre 1846 mit eigenen Mitteln und Spenden der Bevölkerung der Nachbarorte wieder auf. Wie der Chronist zu berichten weiß, standen vor dem Wiederaufbau nur noch die Außenmauern, die man beim Wiederaufbau mit verwendete.
Dem Bittschreiben der Gemeindeväter kann man entnehmen, dass die Löschemer Kapelle von frommer Stiftung herrührend in der zweiten Hälfte des 18. Jahrhunderts in den Besitz der Gemeinde gelangte. Vorher könnte sie dem Erbauer, nachher vielleicht auch dem Kloster St. Bruno, vordem Kloster St. Alban zu Trier, in Merzlich-Karthaus, heute Stadtteil von Konz, gehört haben, das umfangreiche Besitzungen in Wasserliesch und Reinig hatte. Im Jahre 1919 wird die Kapelle erstmals in einem Inventarverzeichnis der Pfarrkirche erwähnt, sie ist vermutlich nach dem Ersten Weltkrieg in Kirchenbesitz übergegangen.
Mittlerweile ist sicher, dass die Löschemer Kapelle Anfang des 18. Jahrhunderts erbaut worden ist. Die Chronik Wasserliesch von 1975 nennt das Jahr 1708 noch als angebliches Baujahr. Einen genauen Hinweis auf den Zeitpunkt ihrer Erbauung liefert der Jahresbericht der Gesellschaft für nützliche Forschungen zu Trier aus dem Jahre 1853. Dieser Bericht enthält einen Artikel mit der Überschrift Das Lager auf dem Liescher Berge, in dem die Löschemer Kapelle als Bernarduskapelle nur beiläufig erwähnt wird. Das verwundert, denn zwischen ihr und dem Bericht über das alte Römerlager gibt es keinen sachlichen Zusammenhang. Der Bericht beginnt mit dem Satz: Der Wasserliescher Berg, von dem die Bernarduskapelle in das Trierische Thal herabschauet, erhebt sich als Endpunkt des Gebirges zwischen Mosel und Saar zu einer Höhe von mehr als 500 Fuß, mit ringsum sehr steilen Wänden; nach der Beschreibung des alten Lagers  auf dem Liescher Berg endet der Bericht mit einer Feststellung, die man hier nicht mehr erwartet hätte: Die Bernarduskapelle trägt das Chronostichon ConseCratVM honorI beatI BernarDI abbatIs (1709). 
Das Chronostichon, ein Chronogramm in lateinischer Sprache, lautet in Normalschrift: Consecratum honori beati Bernardi abbatis – Geweiht zur Ehre des seligen Abtes Bernhard. Es dokumentiert damit nicht nur, dass die Löschemer Kapelle nach ihrer Errichtung dem heiligen Bernhard geweiht war, sondern nennt gleichzeitig ihr Alter in römischen Zahlzeichen, die hier auf eine besondere Art und Weise in den Text eingesetzt sind. Die im Original hervorgehobenen großgeschriebenen Buchstaben mit ihren Zahlwerten (C = 100, V = 5, M = 1000, I = 1 und D = 500) ergeben – anders als die übliche Schreibweise römischer Zahlzeichen – nacheinander zusammenaddiert das Jahr 1709. Die Löschemer Kapelle ist demnach im Jahre 1709 geweiht worden, womit das schon vorher angenommene Baujahr 1708/09 als gesichert gilt. Mit Bernhard ist wohl Bernhard von Clairveaux gemeint, Zisterzienserabt und Kirchenlehrer, der ~1090 geboren wurde und bis zum 20. August 1153 lebte. Leider ist das Chronostichon, das diese Aussage belegt, in oder an der Löschemer Kapell heute nicht mehr vorhanden. Vermutlich wurde es bei Renovierungsarbeiten beseitigt oder überdeckt und ist dann in Vergessenheit geraten oder man hatte das darin steckende Chronostichon nicht entdeckt.
Die Tatsache, dass die Löschemer Kapelle ursprünglich dem heiligen Bernhard geweiht war, war lange nicht mehr bekannt. Vermutlich hatten die Einwohner von Wasserliesch und Umgebung das vergessen, seitdem hier die Schmerzhafte Mutter Gottes verehrt wird. Jedenfalls ist die Löschemer Kapelle heute eine Marienkapelle. Wann die Marienverehrung hier begann und ob die Kapelle irgendwann offiziell umgewidmet worden ist, weiß niemand, sicher war das nicht von Anfang an der Fall. Vermutlich entwickelte sich die Marienverehrung nach dem Wiederaufbau im Jahre 1846. Den Anstoß könnte das von Papst Pius IX. im Jahre 1854 verkündete Dogma der Unbefleckten Empfängnis Mariens gegeben haben, das der Marienverehrung damals weltweit großen Auftrieb gegeben hat.
Ende des 19. Jahrhunderts wurde das Innere der Löschemer Kapelle durch eine Lourdesgrotte verschönert, wie es heißt. Die Grotte sei, so der weiter oben zitierte Bericht eines Lehrers, am 20. August 1893 in feierlicher Prozession den Berg hinauf geschafft worden. Heute ist die Grotte nicht mehr vorhanden; wann sie entfernt wurde, ist unbekannt. Jedenfalls wird die Mutter Gottes in der Löschemer Kapelle wie eh und je verehrt. Votivtafeln an den Innenwänden und ständig brennende Votivkerzen vor dem Altarbild belegen, dass viele Gläubige hier Hilfe und Trost suchen und finden.